# Піски (Станишівська сільська громада)
Піски́ — село в Україні, в Житомирському районі Житомирської області. Населення становить 1469 осіб.

## Історія
Люди в околицях села живуть з часів Трипільської культури. Поруч з селом знаходяться поселення ІІІ тис. до н. е. (трипільської культури), І тис. до н. е. та VIII-ІХ ст. н. е.
Під назвою Пісок село згадується в акті від 1 серпня 1587 р. у скарзі Берестейського воєводи Гаврила Горностая на Берестейського воєводича Фрідриха Тишкевича, що розорив його маєтності.
В селі на кінець XIX ст. існувала дерев'яна церква Георгія Переможця. До її приходу належало с. Скоморохи.
З 13 березня 1885 р. в селі діяла церковноприходська школа.
У 1906 році село належало до Левківської волості Житомирського повіту Волинської губернії. Відстань від повітового міста 10 верст, від волості 8. Дворів 224, мешканців 1297.
Село постраждало внаслідок геноциду українського народу, проведеного урядом СРСР у 1932—1933 рр.
16 листопада 1942 року очільник генерального округу "Житомир" Ернст Ляйзер видав наказ про створення адміністративного округу "Геґевальд" ("Заповідний ліс") — адміністративно-територіальної одиниці Генеральної округи Житомир Райхскомісаріату Україна, куди увійшло село. У складі округу село перебувало до приходу Червоної армії у лютому 1944 року.
Було центром Пісківської сільської ради.
12 червня 2020 року, відповідно до розпорядження Кабінету Міністрів України № 711-р «Про визначення адміністративних центрів та затвердження територій територіальних громад Житомирської області» увійшло до складу Станишівської сільської територіальної громади.
19 липня 2020 року, в результаті адміністративно-територіальної реформи та ліквідації Житомирського району (1939—2020), село увійшло до складу новоутвореного Житомирського району.

## Населення

### Мова
Розподіл населення за рідною мовою за даними перепису 2001 року:
| Мова            | Кількість | Відсоток |
| --------------- | --------- | -------- |
| українська      | 1401      | 95.37%   |
| російська       | 53        | 3.61%    |
| румунська       | 4         | 0.27%    |
| німецька        | 4         | 0.27%    |
| білоруська      | 2         | 0.14%    |
| інші/не вказали | 5         | 0.34%    |
| Усього          | 1469      | 100%     |

## Відомі люди
Ломачук Іван Сергійович (1991-2014) — сержант Збройних сил України, учасник російсько-української війни.